# Miguel I al Portugaliei
Miguel I al Portugaliei (n. 26 octombrie 1802, Lisabona, Portugalia – d. 14 noiembrie 1866, Esselbach, Regatul Bavariei, Germania) a fost al șaptelea copil și al doilea fiu al regelui Ioan al VI-lea al Portugaliei și a reginei Charlotte de Spania, rege al Portugaliei între 1828-1834.